# ATP Challenger Nikosia
Der ATP Challenger Nikosia (offiziell: Nicosia Challenger) war ein Tennisturnier, das 1989 einmal in Nikosia, Zypern, stattfand. Es gehörte zur ATP Challenger Tour und wurde im Freien auf Sand gespielt.

## Liste der Sieger

### Einzel
| Jahr | Sieger          | Finalgegner    | Ergebnis |
| ---- | --------------- | -------------- | -------- |
| 1989 | Jaroslav Bulant | Markus Zillner | 6:3, 6:4 |

### Doppel
| Jahr | Sieger                                  | Finalgegner                | Ergebnis      |
| ---- | --------------------------------------- | -------------------------- | ------------- |
| 1989 | Mihnea-Ion Năstase Srinivasan Vasudevan | Sean Cole Nicholas Fulwood | 6:3, 7:6, 6:1 |